# دينيس كولودين

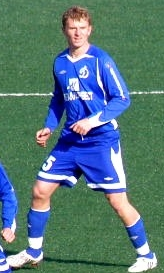
دينيس كولودين

دينيس كولودين (بالروسية: Колодин, Денис Алексеевич)‏ ، من مواليد 11 يناير 1982 في كاميشين في روسيا، لاعب كرة قدم روسي.
يلعب مع نادي دينامو موسكو منذ عام 2005.
بدأ باللعب مع منتخب روسيا لكرة القدم في عام 2004.

## روابط خارجية
- دينيس كولودين على موقع الاتحاد الأوربي (الإنجليزية)
- دينيس كولودين على موقع قاعدة بيانات كرة القدم.إي يو (الإنجليزية)
- دينيس كولودين على موقع ناشيونال فوتبول تيمز (الإنجليزية)
- دينيس كولودين على موقع Soccerway.com (الإنجليزية)
- دينيس كولودين على موقع كووورة